# 斯洛瓦克 (阿肯色州)
斯洛瓦克（英語：Slovak）是位於美國阿肯色州普雷里縣的一個非建制地區。該地的面積和人口皆未知。

## 地理
斯洛瓦克的座標為34°38′55″N 91°34′55″W / 34.64861°N 91.58194°W，而該地的平均海拔高度為67米（即220英尺）。